# José Torres Cadena
José Joaquín Torres Cadena (15 giugno 1952) è un ex arbitro di calcio colombiano.

## Biografia
Si può considerare uno dei più grandi direttori di gara colombiani di tutti i tempi, essendo l'unico ad aver diretto la finale di uno dei tornei per nazioni più importanti (tra Mondiali e Olimpiadi).
In particolare, subito dopo aver conquistato i gradi da internazionale, Torres Cadena viene impiegato già nel 1989 nel Campionato mondiale di calcio Under-20 in Arabia Saudita.
Nel 1991 viene convocato tra i fischietti per la Coppa America, esperienza poi ripetuta nel 1993.
Nel 1992 giunge l'alloro più prestigioso: in occasione del torneo calcistico alle Olimpiadi di Barcellona, dirige la finalissima tra Spagna e Polonia.
Nello stesso anno arbitra la prima delle tre finali di Copa Libertadores che gli sarebbero toccate in carriera, ovvero San Paolo-Newell's Old Boys (nel 1993 dirige invece San Paolo-Universidad Catolica e nel 1994 San Paolo-Velez Sarsfield).
È quindi selezionato per il Campionato mondiale di calcio 1994, dove ha arbitrato Belgio-Marocco e Irlanda-Norvegia, durante la fase a gironi, il quarto di finale Bulgaria-Germania e la semifinale Svezia-Brasile, in cui espulse al 63° lo svedese Jonas Thern, una decisione che fece molto arrabbiare i giocatori scandinavi. Infine è designato per la finale di Coppa Intercontinentale 1994 tra Milan e Velez Sarsfield.